# لیتل دانهم
لیتل دانهم (به انگلیسی: Little Dunham) یک روستا و محله مدنی در بریتانیا است که در Breckland District واقع شده‌است. لیتل دانهم ۷٫۴۹ کیلومتر مربع مساحت و ۳۰۹ نفر جمعیت دارد.